# UCI WorldTour de 2014
O UCI WorldTour 2014, foi a quarta edição do máximo calendário ciclista a nível mundial.
Contou com 28 corridas, as mesmas que na edição anterior. Como nos últimos dois anos, também integrou o calendário a contrarrelógio por equipas do campeonato do mundo que se disputou em Ponferrada. O calendário começou a 21 de janeiro na Austrália com o Tour Down Under e finalizou a 14 de outubro na China com o Tour de Pequim.
Os ganhadores finais foram Alejandro Valverde, Movistar e Espanha, na classificação individual, por equipas e por países respectivamente. O corredor que mais corridas ganhou foi o australiano Simon Gerrans, o qual se levou 4 das 28 corridas disputadas. E os corredores que mais vitórias de etapa conseguiram em corridas UCI WorldTour foram Tony Martin e Nacer Bouhanni com 7 vitórias a cada um.

## Equipas (18)
Ver UCI ProTeam
Estas equipas tiveram a participação assegurada e obrigada em 28 corridas do UCI WorldTour (ainda que o Astana se autoexcluiu do Tour de Pequim como teve 2 casos de doping nos últimos doze meses, cumprindo assim com as normas do MPCC (Movimento por um Ciclismo Credível). A diferença de anos anteriores em que várias equipas pugnavam por um lugar entre as 18 formações UCI ProTeam, e contratavam ciclistas com pontos para melhorar no ranking de mérito desportivo, esta luta prévia foi praticamente desnecessária. Os desaparecimentos das equipas Euskaltel Euskadi e Vacansoleil-DCM, reduziu a quantidade de equipas a 17, ficando um lugar mais para algum aspirante. O único que solicitou a licença UCI ProTeam foi a Europcar, com o qual se completaram as 18 equipas.
| Código UCI | Equipa                               |
| ---------- | ------------------------------------ |
| ALM        | Ag2r La Mondiale                     |
| AST        | Astana Pro Team                      |
| BEL        | Belkin-Pro Cycling Team              |
| BMC        | BMC Racing Team                      |
| CAN        | Cannondale                           |
| FDJ        | Fdj.fr                               |
| GRS        | Garmin Sharp                         |
| LAM        | Lampre-Merida                        |
| LTB        | Lotto Belisol                        |
| MOV        | Movistar Team                        |
| OPQ        | Omega Pharma-Quick Step Cycling Team |
| OGE        | Orica GreenEDGE                      |
| EUC        | Team Europcar                        |
| GIA        | Team Giant-Shimano                   |
| KAT        | Team Katusha                         |
| SKY        | Team Sky                             |
| TCS        | Tinkoff-Saxo                         |
| TFR        | Trek Factory Racing                  |

Também, como vem sendo habitual, também participaram selecções nacionais (com corredores de equipas dos Circuitos Continentais UCI) nas corridas de países com pouca tradição ciclista que foram o Tour Down Under (selecção chamada UniSA-Austrália), a Volta à Polónia (selecção chamada Reprezentacja Polski) e no Grande Prémio do Quebec e Grande Prémio de Montreal (Equipe Canadá) que só tiveram uma permissão especial para correr nessas corridas mais especificamente; essas participações produzir-se-ão sem que os corredores de ditas selecções possam aspirar a obter pontuação (nem obviamente essa selecção nem a equipa oficial do corredor). Por outra parte também participaram equipas de categoria Continental no Contrarrelógio por equipas do Campeonato Mundial de Ciclismo em Estrada. Essas corridas com esses convites especiais foram as únicas excepções nas que se permitiu correr a corredores sem passaporte biológico já que algum dos corredores não estiveram em equipas aderidas a dito passaporte.
Também, também puderam participar mediante convite equipas de categoria Profissional Continental (segunda categoria) ainda que sem poder pontuar.

## Corridas
O calendário de 28 corridas deu-se a conhecer a 26 de setembro de 2013.
| Data                        | Corrida                                                                 | Vencedor           | Equipa do vencedor      |
| --------------------------- | ----------------------------------------------------------------------- | ------------------ | ----------------------- |
| 21-26 de janeiro            | Tour Down Under                                                         | Simon Gerrans      | Orica GreenEDGE         |
| 9-16 de março               | Paris-Nice                                                              | Carlos Betancur    | Ag2r La Mondiale        |
| 12-18 de março              | Tirreno-Adriático                                                       | Alberto Contador   | Tinkoff-Saxo            |
| 23 de março                 | Milão-Sanremo                                                           | Alexander Kristoff | Katusha                 |
| 24-30 de março              | Volta à Catalunha                                                       | Joaquim Rodríguez  | Katusha                 |
| 28 de março                 | E3 Harelbeke                                                            | Peter Sagan        | Cannondale              |
| 30 de março                 | Gante-Wevelgem                                                          | John Degenkolb     | Giant-Shimano           |
| 6 de abril                  | Tour de Flandres                                                        | Fabian Cancellara  | Trek Factory Racing     |
| 7-12 de abril               | Volta ao País Basco                                                     | Alberto Contador   | Tinkoff-Saxo            |
| 13 de abril                 | Paris-Roubaix                                                           | Niki Terpstra      | Omega Pharma-Quick Step |
| 20 de abril                 | Amstel Gold Race                                                        | Philippe Gilbert   | BMC Racing              |
| 23 de abril                 | Flecha Valona                                                           | Alejandro Valverde | Movistar                |
| 27 de abril                 | Lièje-Bastogne-Lièje                                                    | Simon Gerrans      | Orica GreenEDGE         |
| 29 de abril-4 de maio       | Tour da Romandia                                                        | Chris Froome       | Sky                     |
| 9 de maio-1 de junho        | Volta a Itália                                                          | Nairo Quintana     | Movistar                |
| 8-15 de junho               | Critérium de Dauphiné                                                   | Andrew Talansky    | Garmin Sharp            |
| 14-22 de junho              | Volta à Suíça                                                           | Rui Costa          | Lampre-Merida           |
| 5-27 de julho               | Volta a França                                                          | Vincenzo Nibali    | Astana                  |
| 2 de agosto                 | Clássica de San Sebastián                                               | Alejandro Valverde | Movistar                |
| 3-9 de agosto               | Volta à Polónia                                                         | Rafał Majka        | Tinkoff-Saxo            |
| 11-17 de agosto             | Eneco Tour                                                              | Tim Wellens        | Lotto Belisol           |
| 23 de agosto-14 de setembro | Volta a Espanha                                                         | Alberto Contador   | Tinkoff-Saxo            |
| 24 de agosto                | Vattenfall Cyclassics                                                   | Alexander Kristoff | Katusha                 |
| 31 de agosto                | Grande Prémio de Plouay                                                 | Sylvain Chavanel   | IAM Cycling             |
| 12 de setembro              | Grande Prémio de Quebec                                                 | Simon Gerrans      | Orica GreenEDGE         |
| 14 de setembro              | Grande Prémio de Montreal                                               | Simon Gerrans      | Orica GreenEDGE         |
| 21 de setembro              | Contrarrelógio por equipas do Campeonato Mundial de Ciclismo em Estrada | BMC Racing         | BMC Racing              |
| 5 de outubro                | Giro de Lombardia                                                       | Daniel Martin      | Garmin-Sharp            |
| 10-14 de outubro            | Tour de Pequim                                                          | Philippe Gilbert   | BMC Racing              |

## Classificações
Estas são as classificações finais:
Nota: ver Barómetros de pontuação

### Classificação individual
| Posição | Corredor               | Equipa           | Pontos |
| ------- | ---------------------- | ---------------- | ------ |
| 1.º     | Alejandro Valverde     | Movistar         | 686    |
| 2.º     | Alberto Contador       | Tinkoff-Saxo     | 620    |
| 3.º     | Simon Gerrans          | Orica GreenEDGE  | 478    |
| 4.º     | Rui Costa              | Lampre-Merida    | 461    |
| 5.º     | Vincenzo Nibali        | Astana           | 392    |
| 6.º     | Nairo Quintana         | Movistar         | 346    |
| 7.º     | Chris Froome           | Sky              | 326    |
| 8.º     | Alexander Kristoff     | Katusha          | 321    |
| 9.º     | Daniel Martin          | Garmin Sharp     | 316    |
| 10.º    | Jean-Christophe Péraud | Ag2r La Mondiale | 300    |

| 11.º | Fabian Cancellara  | Trek Factory Racing     | 286 |
| 12.º | Joaquim Rodríguez  | Katusha                 | 286 |
| 13.º | John Degenkolb     | Giant-Shimano           | 278 |
| 14.º | Philippe Gilbert   | BMC                     | 272 |
| 15.º | Peter Sagan        | Cannondale              | 263 |
| 16.º | Michał Kwiatkowski | Omega Pharma-Quick Step | 257 |
| 17.º | Fabio Aru          | Astana                  | 248 |
| 18.º | Romain Bardet      | Ag2r La Mondiale        | 247 |
| 19.º | Bauke Mollema      | Belkin                  | 246 |
| 20.º | Rafał Majka        | Tinkoff-Saxo            | 241 |

### Classificação por países
A classificação por países calcula-se somando os pontos dos cinco melhores corredores da cada país. Os países com o mesmo número de pontos classificam-se de acordo a seu corredor melhor classificado.
| Posição | País          | Pontos | Top 5 corredores                                                                   |
| ------- | ------------- | ------ | ---------------------------------------------------------------------------------- |
| 1.º     | Espanha       | 1834   | Valverde (686), Contador (620), Rodríguez (286), Sánchez (123), Intxausti (119)    |
| 2.º     | Itália        | 1070   | Nibali (392), Aru (248), Pozzovivo (197), Ulissi (125), Nizzolo (108)              |
| 3.º     | Bélgica       | 1006   | Gilbert (272), Vanmarcke (216), Van Avermaet (210), Wellens (204), Vanendert (104) |
| 4.º     | França        | 987    | Péraud (300), Bardet (247), Pinot (162), Gallopin (140), Rolland (138)             |
| 5.º     | Países Baixos | 957    | Mollema (246), Dumoulin (240), Terpstra (200), Kelderman (162)), Boom (109)        |

### Classificação por equipas
Esta classificação calcula-se somando os pontos dos cinco melhores corredores da cada equipa. Se obtêm-se pontos no Campeonato Mundial Contrarrelógio por Equipas, contam-se para a classificação, sempre que esses pontos estejam entre os 5 melhores pontuações da esquadra. As equipas com o mesmo número de pontos classificam-se de acordo a seu corredor melhor classificado.
| Posição | Equipa                  | Pontos | Top 5 corredores |
| ------- | ----------------------- | ------ | --- |
| 1.º     | Movistar                | 1440   | Valverde (686), Quintana (346), Intxausti (119), CRE Campeonato Mundial de Ciclismo (110), Izagirre (105), Lobato (74)      |
| 2.º     | BMC Racing              | 1212   | Gilbert (272), van Garderen (219), Van Avermaet (210), CRE Campeonato Mundial de Ciclismo (200), Evans (188), Sánchez (123) |
| 3.º     | Tinkoff-Saxo            | 1186   | Contador (620), Majka (241), Kreuziger (135), CRE Campeonato Mundial de Ciclismo (120), Rogers (60), Bennati (10)           |
| 4.º     | Omega Pharma-Quick Step | 1016   | Kwiatkowski (257), Terpstra (200), Urán (173), Martin (146), CRE Campeonato Mundial de Ciclismo (140), Vandenbergh (100)    |
| 5.º     | Orica GreenEDGE         | 953    | Gerrans (478), CRE Campeonato Mundial de Ciclismo (170), Chaves (80), Albasini (80), Impey (73), Matthews (72)              |

## Progresso das classificações
| Corrida (Vencedor)                             | Classificação individual | Classificação por equipas | Classificação por países |
| ---------------------------------------------- | ------------------------ | ------------------------- | ------------------------ |
| Tour Down Under (Simon Gerrans)                | Simon Gerrans            | Orica GreenEDGE           | Austrália                |
| Paris-Nice (Carlos Betancur)                   | Carlos Betancur          | Lampre-Merida             | Austrália                |
| Tirreno-Adriático (Alberto Contador)           | Carlos Betancur          | Ag2r La Mondiale          | Austrália                |
| Milão-Sanremo (Alexander Kristoff)             | Carlos Betancur          | Movistar                  | Austrália                |
| E3 Harelbeke (Peter Sagan)                     | Carlos Betancur          | Movistar                  | Austrália                |
| Volta à Catalunha (Joaquim Rodríguez)          | Alberto Contador         | Ag2r La Mondiale          | Espanha                  |
| Gante-Wevelgem (John Degenkolb)                | Alberto Contador         | Ag2r La Mondiale          | Espanha                  |
| Tour de Flandes (Fabian Cancellara)            | Alberto Contador         | Omega Pharma-Quick Step   | Espanha                  |
| Volta ao País Basco (Alberto Contador)         | Alberto Contador         | Omega Pharma-Quick Step   | Espanha                  |
| Paris-Roubaix (Niki Terpstra)                  | Alberto Contador         | Omega Pharma-Quick Step   | Espanha                  |
| Amstel Gold Race (Philippe Gilbert)            | Alberto Contador         | Omega Pharma-Quick Step   | Espanha                  |
| Flecha Valona (Alejandro Valverde)             | Alberto Contador         | Omega Pharma-Quick Step   | Espanha                  |
| Lièje-Bastogne-Lièje (Simon Gerrans)           | Alberto Contador         | Omega Pharma-Quick Step   | Espanha                  |
| Tour da Romandia (Chris Froome)                | Alberto Contador         | Omega Pharma-Quick Step   | Espanha                  |
| Volta a Itália (Nairo Quintana)                | Nairo Quintana           | Omega Pharma-Quick Step   | Espanha                  |
| Critérium do Dauphiné (Andrew Talansky)        | Alberto Contador         | Omega Pharma-Quick Step   | Espanha                  |
| Volta à Suíça (Rui Costa)                      | Alberto Contador         | Omega Pharma-Quick Step   | Espanha                  |
| Volta a França (Vincenzo Nibali)               | Alberto Contador         | Movistar                  | Espanha                  |
| Clássica de San Sebastián (Alejandro Valverde) | Alejandro Valverde       | Movistar                  | Espanha                  |
| Volta a Polónia (Rafał Majka)                  | Alejandro Valverde       | Movistar                  | Espanha                  |
| Eneco Tour (Tim Wellens)                       | Alejandro Valverde       | Movistar                  | Espanha                  |
| Vattenfall Cyclassics (Alexander Kristoff)     | Alejandro Valverde       | Movistar                  | Espanha                  |
| Grande Prémio de Plouay (Sylvain Chavanel)     | Alejandro Valverde       | Movistar                  | Espanha                  |
| Grande Prémio do Quebec (Simon Gerrans)        | Alejandro Valverde       | Movistar                  | Espanha                  |
| Volta a Espanha (Alberto Contador)             | Alberto Contador         | Movistar                  | Espanha                  |
| Grande Prémio de Montreal (Simon Gerrans)      | Alberto Contador         | Movistar                  | Espanha                  |
| Giro de Lombardia (Daniel Martin)              | Alejandro Valverde       | Movistar                  | Espanha                  |
| Tour de Pequim (Philippe Gilbert)              | Alejandro Valverde       | Movistar                  | Espanha                  |
| Final                                          | Alejandro Valverde       | Movistar                  | Espanha                  |